# Hollywood Babylon
Hollywood Babylon ist ein Sachbuch des Avantgarde-Filmemachers Kenneth Anger, das angebliche wie belegbare Skandale aus der Filmindustrie in Hollywood von ihrem Bestehen bis in die 1950er-Jahre detailliert abhandelt. Erstmals wurde es 1959 in Frankreich veröffentlicht. In den USA erschien es erst 1965, wurde schon zehn Tage später verboten und bis 1975 nicht wieder neu aufgelegt, was auch zu dem Kultstatus des Buches beitrug. Angers Hollywood Babylon war stilbildend für spätere Skandalbücher über Hollywood, wenngleich dem Werk seitdem zahlreiche historische Fehler nachgewiesen wurden. 1984 veröffentlichte Anger die Fortsetzung Hollywood Babylon II.

## Inhalt
Kenneth Anger thematisiert in seinem Buch die Skandale von Stars wie Charlie Chaplin, Lupe Vélez, Mary Nolan, Rudolph Valentino, Marie Prevost, Mary Astor, Wallace Reid, Olive Thomas, Jeanne Eagels, Thelma Todd, Errol Flynn, Frances Farmer, Juanita Hansen, Mae Murray, Alma Rubens, John Gilbert, Barbara La Marr, Ramón Novarro, Jean Harlow, Carole Landis, Lana Turner, Judy Garland und Marilyn Monroe. Der mysteriöse Tod des Starlets Virginia Rappe, der Mord am Filmemacher William Desmond Taylor, die Schwarze Liste Hollywoods und die vom Magazin Confidential thematisierten Skandale gehören hierzu. In der aktualisierten Ausgabe von 1975 wurden auch die Todesfälle von Jayne Mansfield und Sharon Tate besprochen. Neben den Texten sind auch zahlreiche, teilweise explizite Bilder enthalten, die laut Anger für sein Buch genauso wichtig wie das Geschriebene seien.

## Recherchemethoden und nachgewiesene Fehler
Auf Anfrage des Filmhistorikers Kevin Brownlow soll Kenneth Anger geäußert haben, er habe „geistige Telepathie“ als Recherchemethode benutzt. In einem Interview erklärte Anger, dass er nahe Hollywood aufgewachsen sei und daher viele Geschichten mitbekommen oder durch andere Personen erzählt bekommen habe. Das Buch habe er geschrieben, nachdem Redakteure des französischen Filmmagazins Cahiers du cinéma ihn dazu ermuntert hätten. Folglich sei das Buch auch zunächst in Paris erschienen.
Viele der von Anger gemachten Behauptungen sind historisch nicht gesichert, bei einigen wurde zweifelsfrei nachgewiesen, dass sie fehlerhaft sind. Für seine Falschbehauptung, Clara Bow habe Sex mit dem gesamten Footballteam der University of Southern California gehabt, drohten ihm die Söhne von Bow 1975 mit einer Klage.

## Rezeption
Hollywood Babylon wurde wegen inhaltlicher Fehlerhaftigkeiten häufig angegriffen, auch der Abdruck von Bildern toter Prominenter wie Carole Landis, Lewis Stone und Paul Bern in einigen Ausgaben des Buches wurde kritisiert. Dennoch wurde das Buch erfolgreich und setzte zahlreiche Urban Legends über Hollywood in die Welt, zudem übte es Einfluss auf die Entstehung ähnlicher „Skandalbücher“ über Stars in den folgenden Jahrzehnten aus.
Die New York Times schrieb, Angers Buch sei wie eine „köstliche Schachtel vergifteter Bonbons“. Die Auseinandersetzung mit dem Werk hält bis in die Gegenwart an, so stellte sich das Magazin WBEZ in mehreren Podcasts 2018 die Frage: „Ist dieser Kultklassiker ein benötigter subversiver Angriff auf die falschen Idole Hollywoods oder ein gefährliches Werk voller Fake News?“.
Auch in Deutschland wurde Hollywood Babylon vielfach rezipiert. Der Spiegel sah Angers Werk 1975, als das Buch unter demselben Titel auch auf Deutsch erschien, als Begleittext für den Niedergang des klassischen Hollywoods und schrieb: „Akribisch recherchiert, ist Angers Buch die vollständigste und radikalste chronique scandaleuse von Hollywoods Glanzzeit, die je gedruckt wurde.“ Das Magazin Cicero schrieb anlässlich einer Neuauflage, der beinahe mitleidslose Chronist Anger stille „jedes voyeuristische Bedürfnis“ seiner Leser: „Jeder, der davon träumt, ein Star zu werden, sollte das Buch zur Abschreckung lesen.“ Kurt Scheel schrieb 2000 für Die Welt, Anger habe sich mit seiner „schmerzhaften Abschreckungsstrategie“ offensichtlich als Mahner und Aufklärer verstanden. Er schildere in „anschaulicher und gleichzeitig abschreckender Weise“ die Laster Hollywoods.

## Verfilmung
1971 kam der Film Hollywood Babylon in die Kinos, mit Uschi Digard als Marlene Dietrich, in welchem Szenen aus dem Buch nachgespielt wurden.
In den Jahren 1992 und 1993 wurde eine Fernsehreihe mit Tony Curtis als Moderator produziert, die auf Angers Buch basiert.

## Fortsetzungen
Kenneth Anger veröffentlichte im Jahr 1984 die Fortsetzung Hollywood Babylon II, die allerdings nicht ganz den Erfolg des Vorgängers erreichen konnte.
Im Jahr 2010 erklärte Anger in einem Interview mit dem Guardian, er habe einen dritten Teil von Hollywood Babylon bereits fertig geschrieben, werde diesen aber vorerst nicht veröffentlichen. Ein Grund hierfür sei ein Kapitel über Tom Cruise und die von ihm kritisch gesehene Organisation Scientology, in dem er erklären will, aus welchen Gründen sich Cruise Scientology verschrieben hat. Außerdem seien die meisten gegenwärtigen Hollywood-Stars nicht faszinierend genug, um über sie zu tratschen. 2013 äußerte er in einem Interview: „Leider glaube ich nicht daran, dass die Kapitel, die ich schon lange fertig habe, jemals das Licht der Welt sehen werden. Meine Anwälte raten mir davon ab.“